# Akşahap, Akseki
Akşahap là một xã thuộc huyện Akseki, tỉnh Antalya, Thổ Nhĩ Kỳ. Dân số thời điểm năm 2010 là 80 người.